# Pangrapta decoralis
Pangrapta decoralis là một loài bướm đêm thuộc họ Erebidae. Nó được tìm thấy ở Alberta tới Nova Scotia phía nam đến Florida và Texas.
Sải cánh dài 20–28 mm. Con trưởng thành bay từ tháng 5 đến tháng 9. There are two to three generations per year.
Ấu trùng ăn các loài Vaccinium.